# 1939式52-K 85毫米高射炮
1939式52-K 85毫米高射炮(俄語：85-мм зенитная пушка обр. 1939 г. (52-К))是苏联在二戰使用的主流大中口径野战高射炮。其优良的内外弹道性能，使其发展为85毫米坦克炮，成为战争后期的T-34坦克的主炮。

## 设计
由莫斯科州的加里寧格勒第8工廠總設計師米哈伊爾·尼古拉耶維奇·羅古諾夫與多羅金（G. D. Dorokhin）進行設計，1939年正式定型，而兩位設計師設計讓此高射炮可一炮雙用，也可適用於反坦克戰。

## 使用
第二次世界战争中，苏军使用该炮击落4047架敌机。平均598发炮弹击落一架。师属重型高炮团编制16门85毫米高炮。发射曳光高速穿甲弹时初速1020米/秒。1941年11月图拉防御战役时用于反坦克。
二战后，苏联改装该炮用于山区防雪崩。 苏联为首的社会主义国家阵营都装备了该炮用于防空。中国使用该炮参与了国土防空、抗美援朝与援越抗美。在苏军，被性能更好口径更大的KS-19式100毫米高射炮与KS-30式130毫米高射炮取代。

## 发展为坦克炮
1942年，T-34坦克的76.2mm坦克炮在对德军重型坦克面前显露下风。为此，苏联政府责成格拉宾与彼得罗夫领导的两个设计局开始把85毫米高炮改装为反坦克炮。
彼得罗夫设计局发展出D-5型号的85mm炮，但对于T-34坦克炮塔来说该炮太大了，只好发展为SU-85坦克歼击车。同时还在努力重新设计更大的T-34坦克炮塔。
格拉宾主持设计了另一种85毫米炮：ZiS-53，在高尔基市的约瑟夫·斯大林第92工厂。
K. Siderenko设计了第三款85mm炮：S-18。
在高尔基市的戈洛克霍维伊斯克检验靶场（Gorokhoviesky Proving Grounds near Gorky）最终测试，格拉宾的ZiS-53胜出。但是，这时D-5炮配套的T-34坦克炮塔已经设计出来，所以T-34-85采用了D-5T坦克炮。
Savin修改了格拉宾的ZiS-53，称为ZiS-S-53。1944年后的T-34/85坦克都采用了Savin的ZiS-S-53。

### 同時代下性能相近的武器
- 8.8毫米Flak 18/36/37/41高射炮：德國的防空高射砲
- Cannone da 90/53（英语：Cannone da 90/53）：義大利的的防空高射砲
- M1 90公釐砲：美國的防空高射砲